# Crush, Tear and Curl

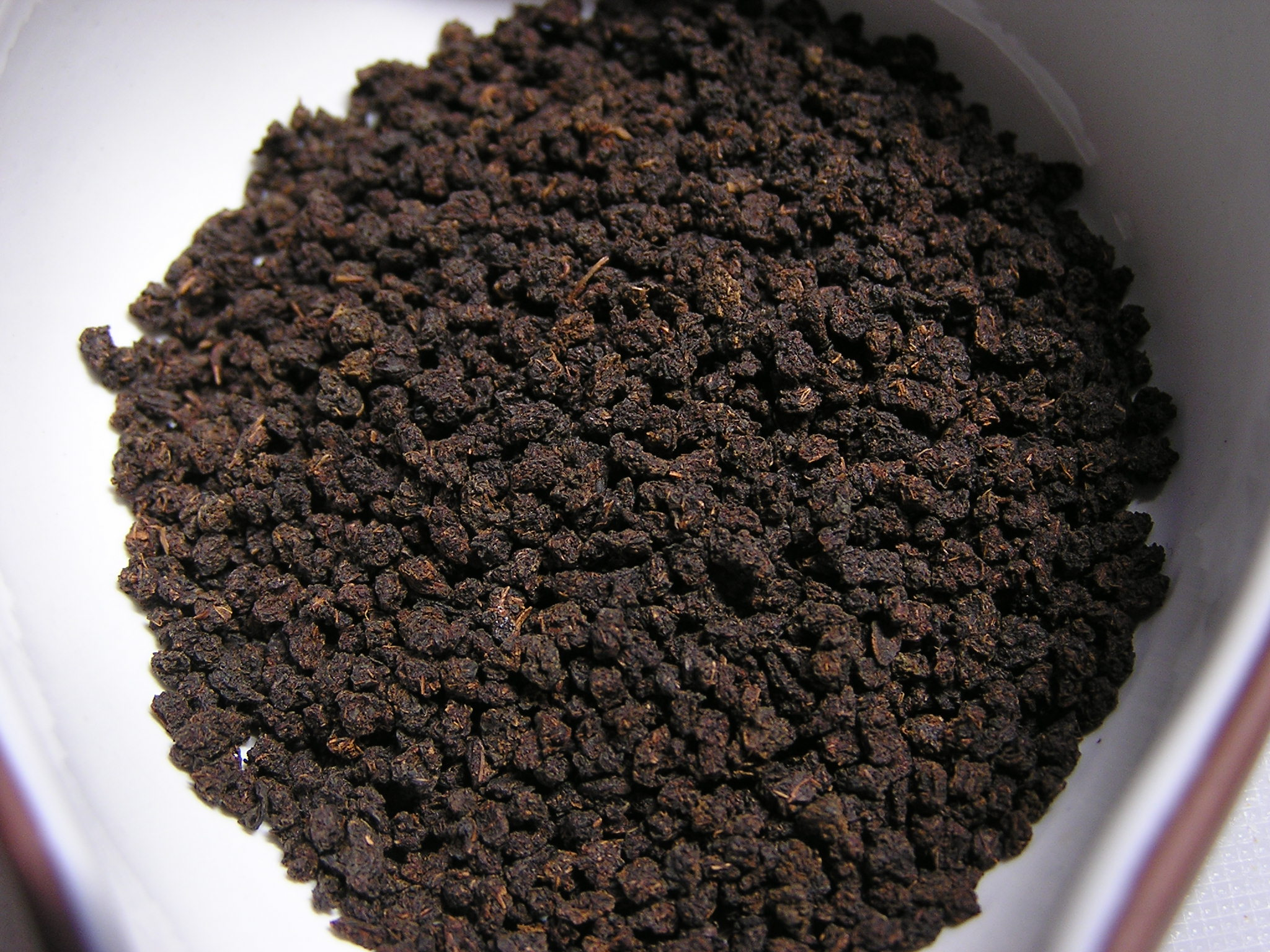
Crush, Tear and Curlタイプの茶乾

Crush, Tear and Curl（クラッシュ テア アンド カール、CTC） とは、比較的新しい紅茶の製茶法（CTC製法）あるいはそれによって生産された紅茶の茶葉の等級である。ローターバン製法などを含め、旧来のオーソドックス製法に対してアンオーソドックス製法とも呼ばれる。
CTC製法とは、押しつぶし(Crush)、引き裂き(Tear)、丸める(Curl)という紅茶の揉捻処理を、CTCという揉捻機によって行う製法である。
従来のフルリーフ（オーソドックス・ティー）やブロークンに比べて茶葉の比表面積が大きくなるため、品質の安定や短時間で抽出できるといったメリットがある。ティーバッグに向いており、世界の紅茶総生産量の3分の2がこの製法で作られている。インドのアッサム州やスリランカの一部、またアフリカなど新興の紅茶生産地で、CTC製法を採用した紅茶を生産している。
CTC製法はオーソドックス製法に対して製造コストの面でも有利であることから、緑茶製造への技術移転も進められている。